# Венеца
Венеца — печера в общині Димово, Видинської області, Болгарія. Печера Венеца розташована серед прекрасних печер у районі Белоградчика.

## Розташування
Печера Венеца розташована за 14 км на схід від міста Белоградчик і за 3 км на південь від села Гара-Орешець. До неї можна дістатися з декілька напрямків:
- від Монтани після  повороту в селі Ружинці;
- з м. Видина після повороту в с. Медовниця;
- з Белоградчика — починаючи з дороги на Видин і після 150 м, де є зупинка села Гара Орешец.

## Відкриття та дослідження
Виявлена в 1970 році під час вибухових робіт у кар'єрах біля станції Орешець. У наступному році обстежувалася і картографувалася спелеоклубом «Бел Прилеп» при туристичній спілці «Белоградчицькі скали» міста Белоградчик.

## Відкриття та туристична інформація
Відкрито для відвідувачів з 1 червня 2015 року. Працює в дні між вівторком та неділею. Вихідний день — кожен понеділок. Працює цілий рік літом та зимою у робочий час. Для груп необхідна попередня домовленість.

## Цікаво
Печера має безліч різноманітних утворень. Можна побачити кристали льоду, сталактити, сталагміти, кристали арагоніту, гроноподібні сталактити (рідко трапляються в болгарських печерах), кальцитові утворення та інше.  Підлога вкрита різними кольоровими кристалами завдяки кристалізації водою і мінералами навколишніх скель. Є утворення, подібне формами до Богоматері. 
Для збереження печери її було оголошено природною пам'яткою — «Печера Венець у місцевості Чукара».
У печері є вражаюче художнє кольорове освітлення, яке дає ще неповторніший вигляд різним формаціям. Реалізація освітлення фінансується європейським проектом.

## Галерея

Світлини печери Венеца
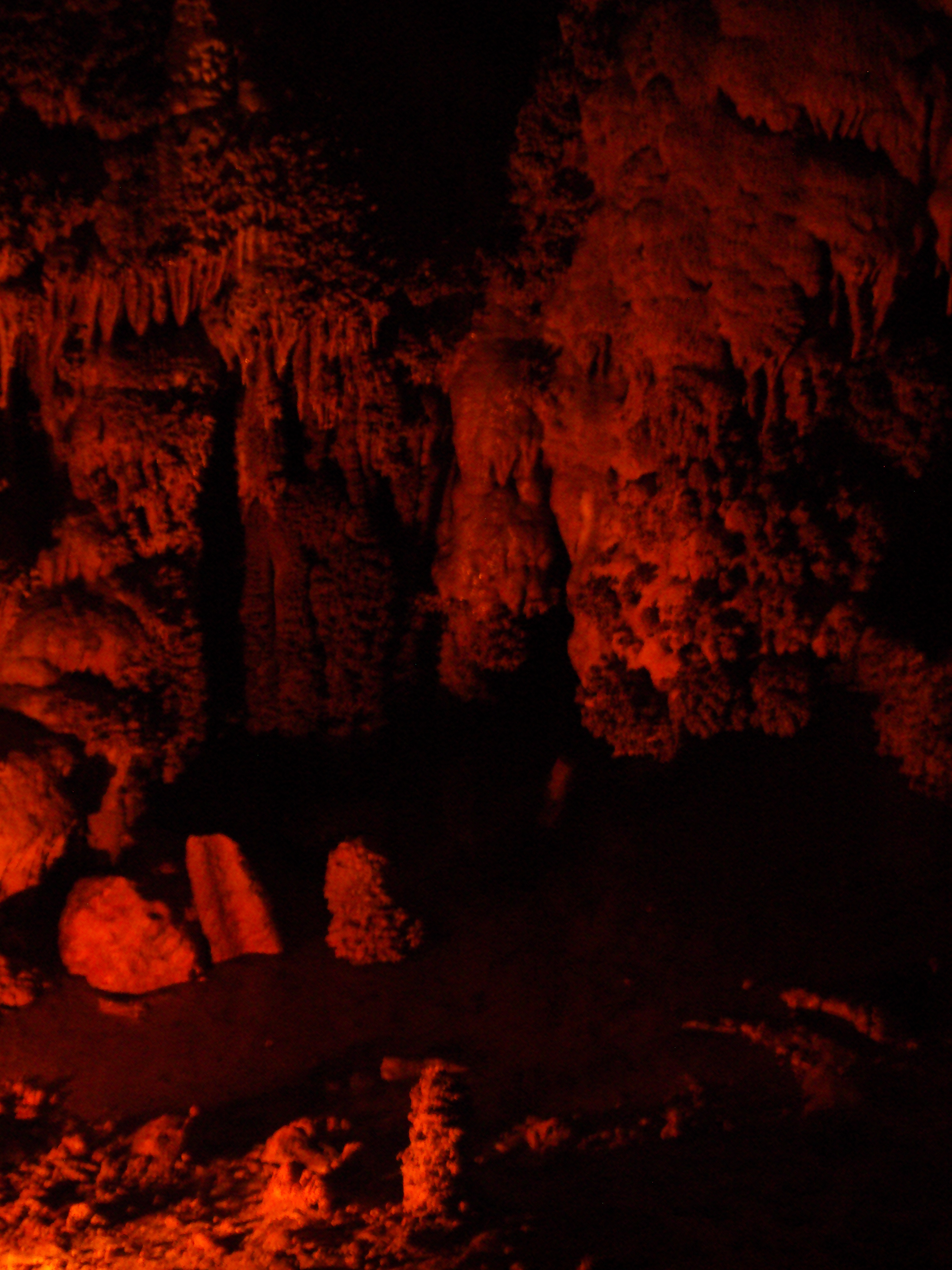
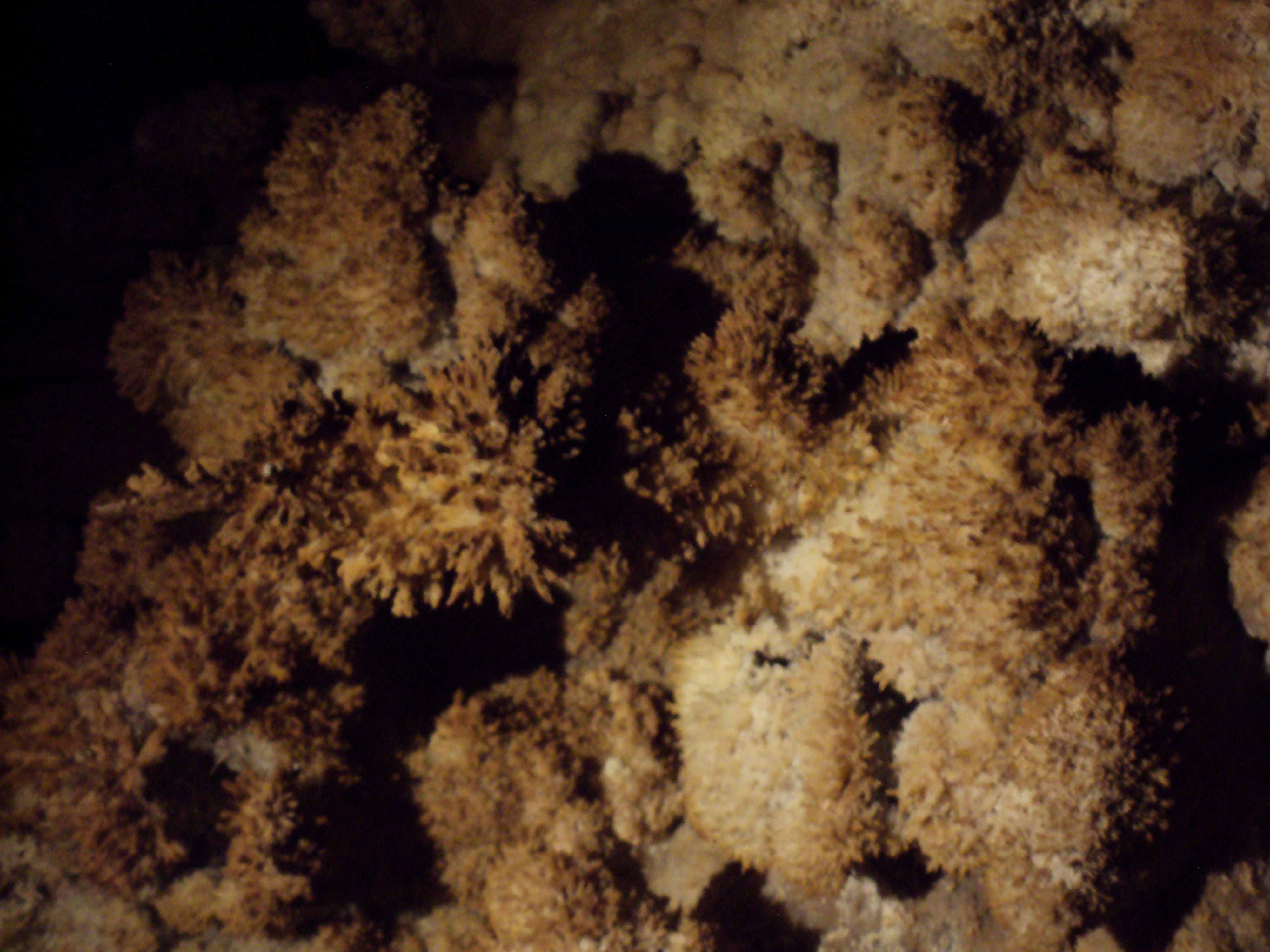
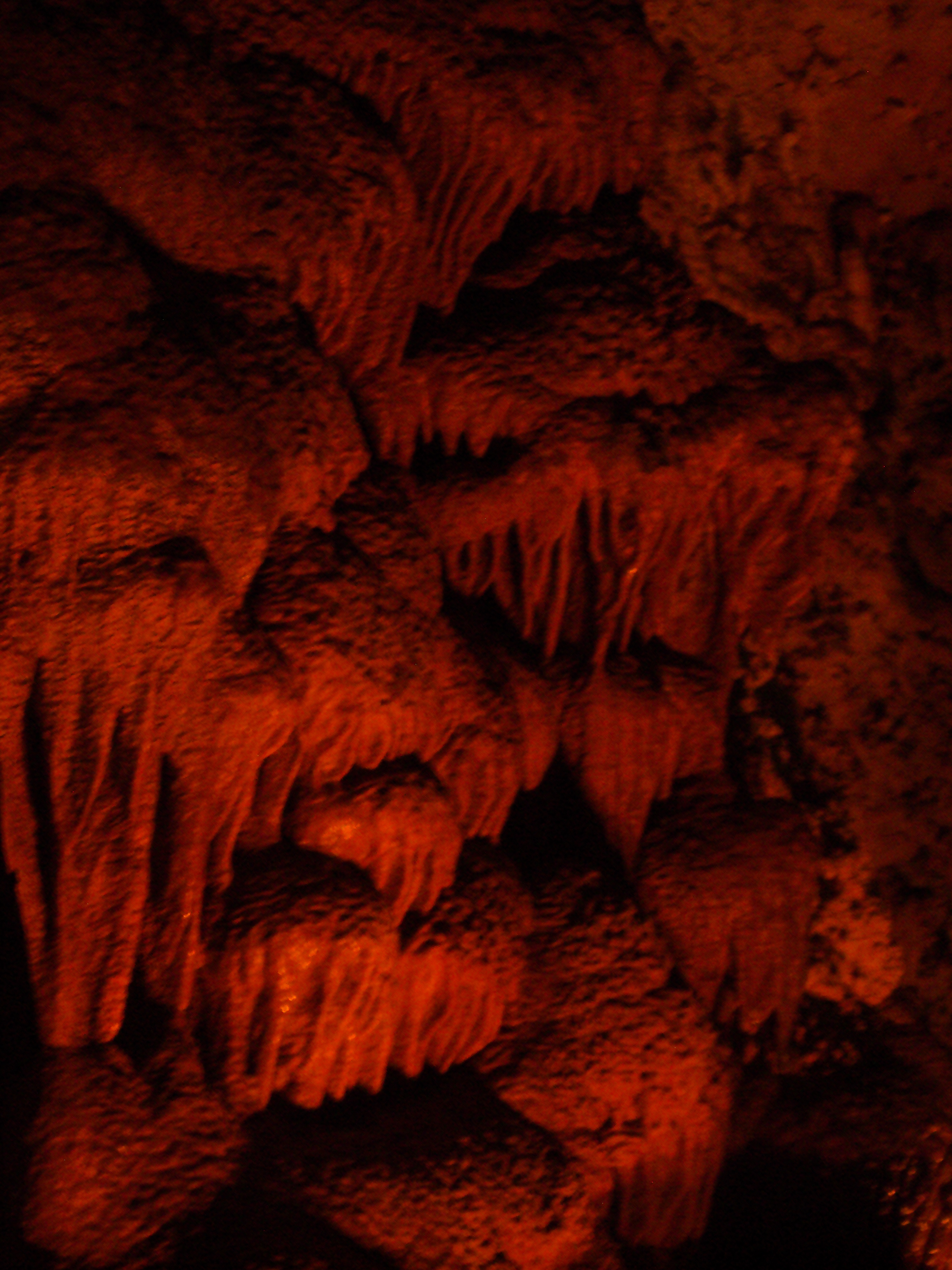
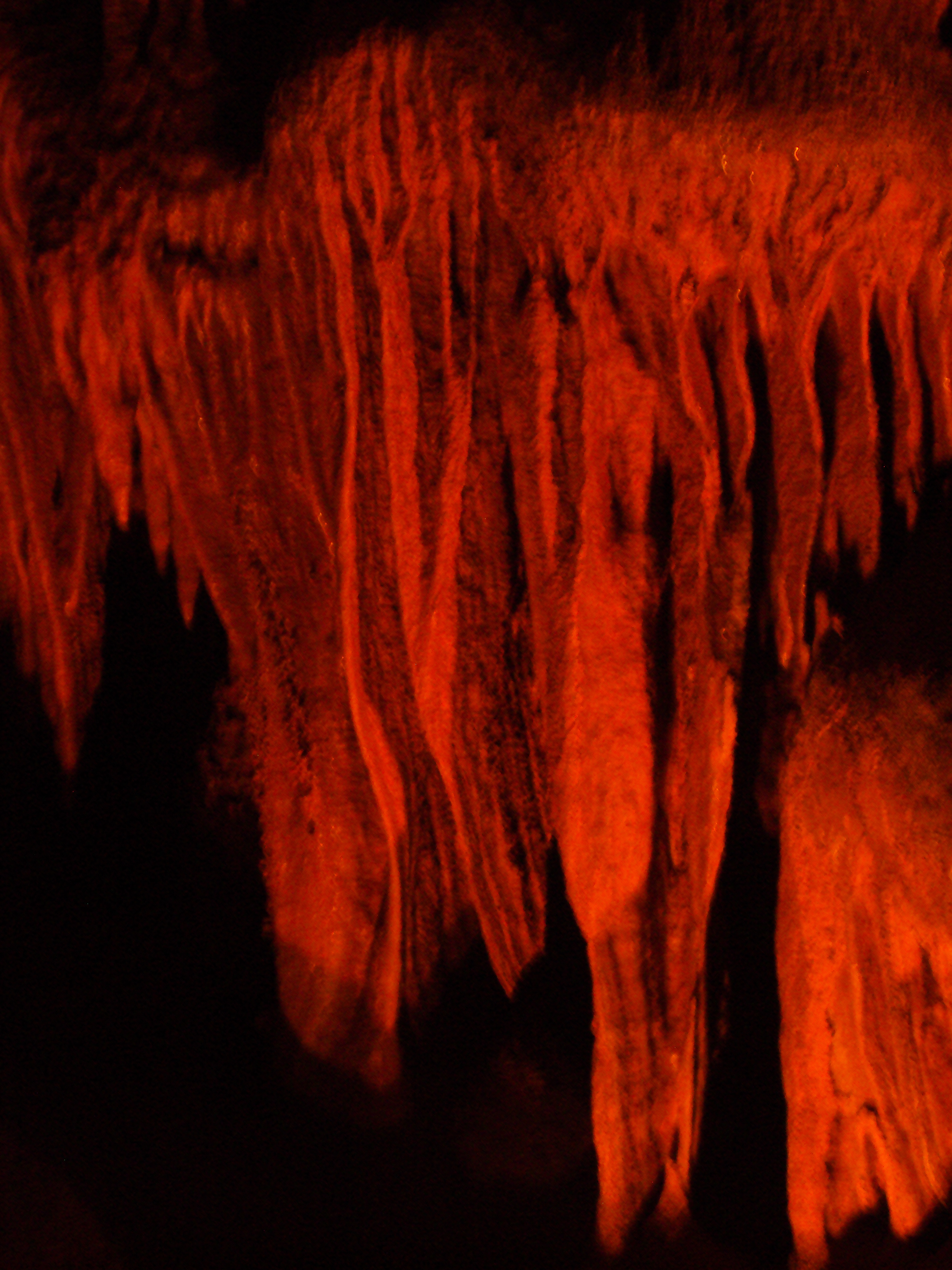
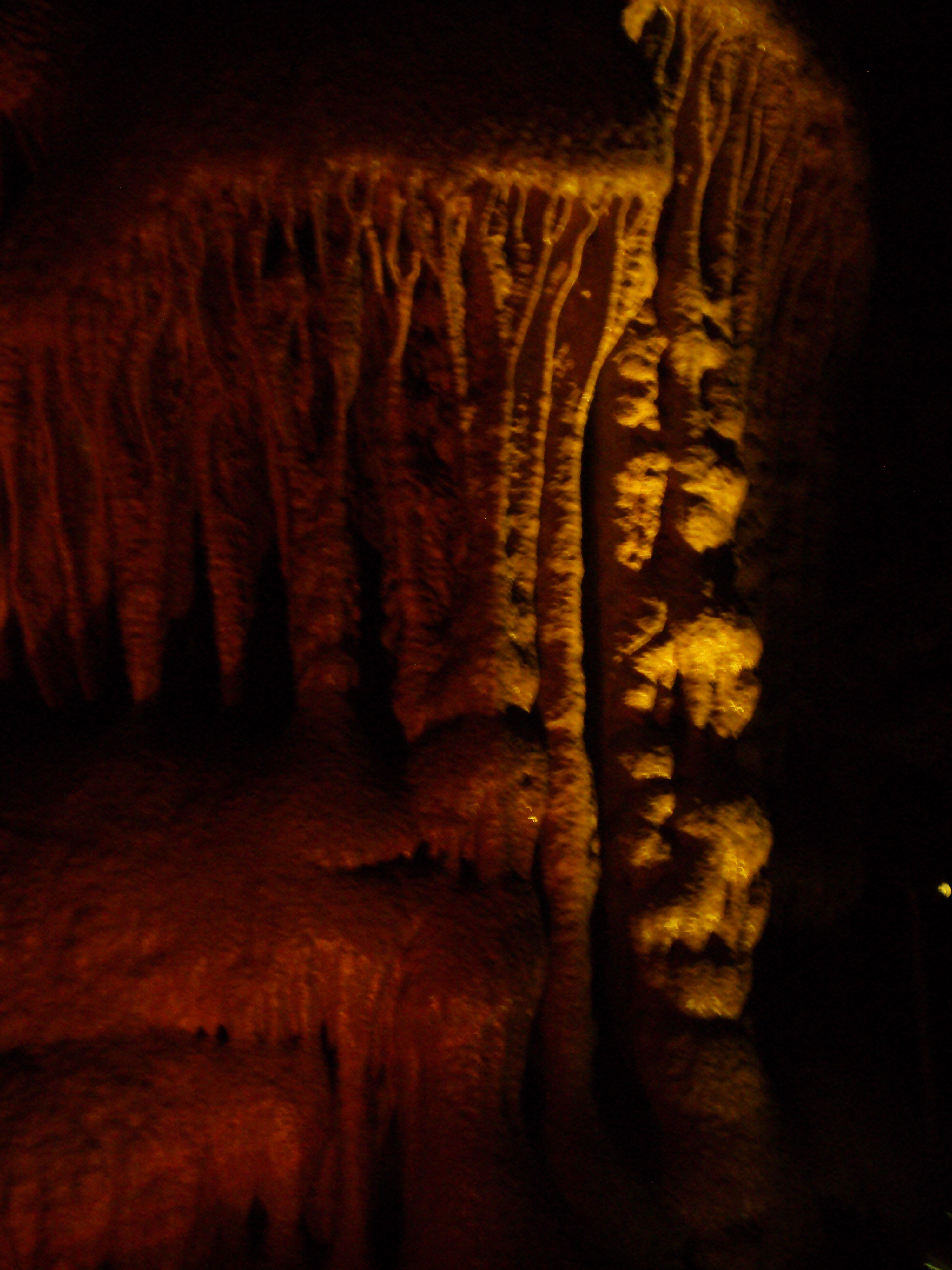
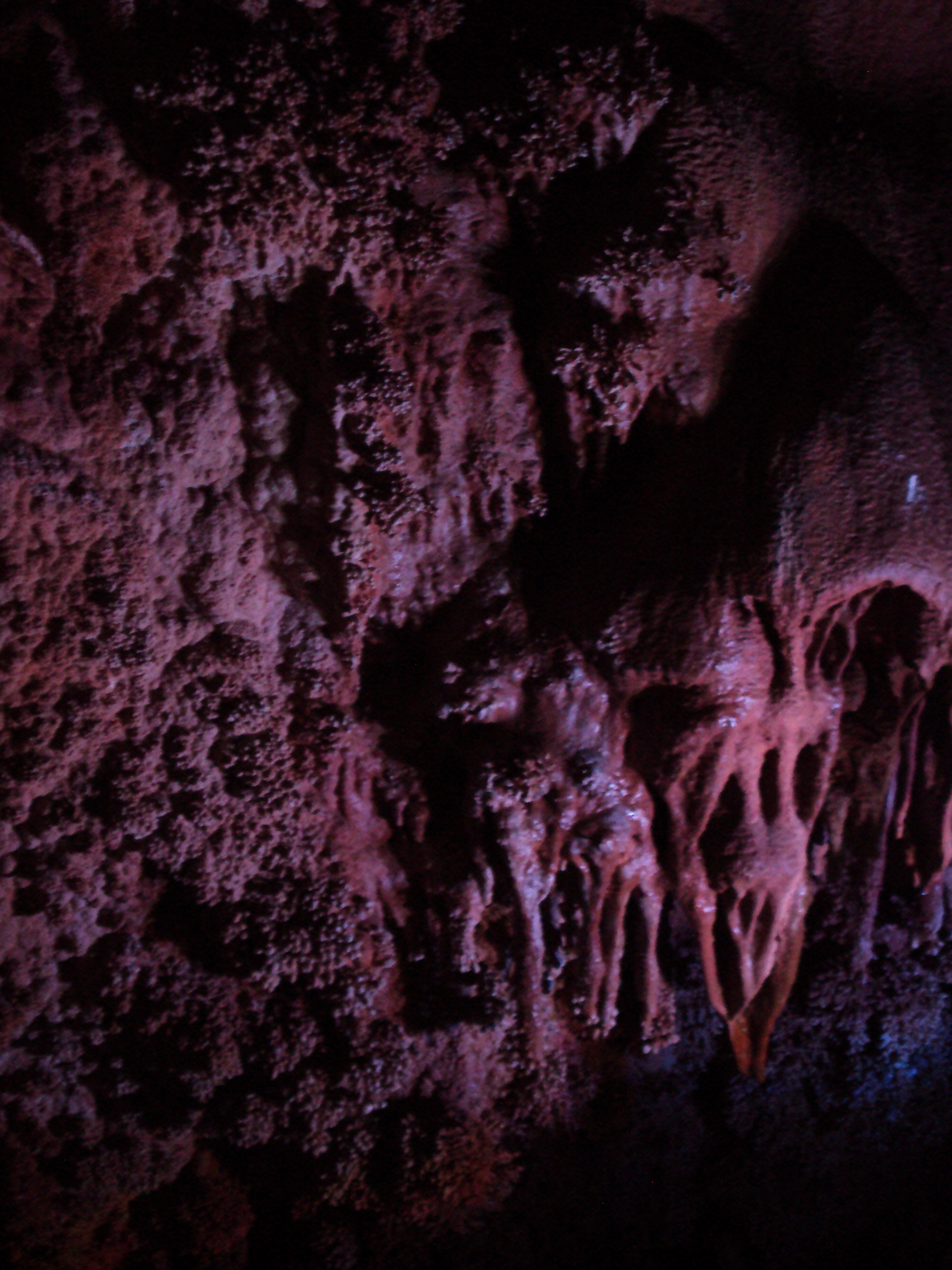
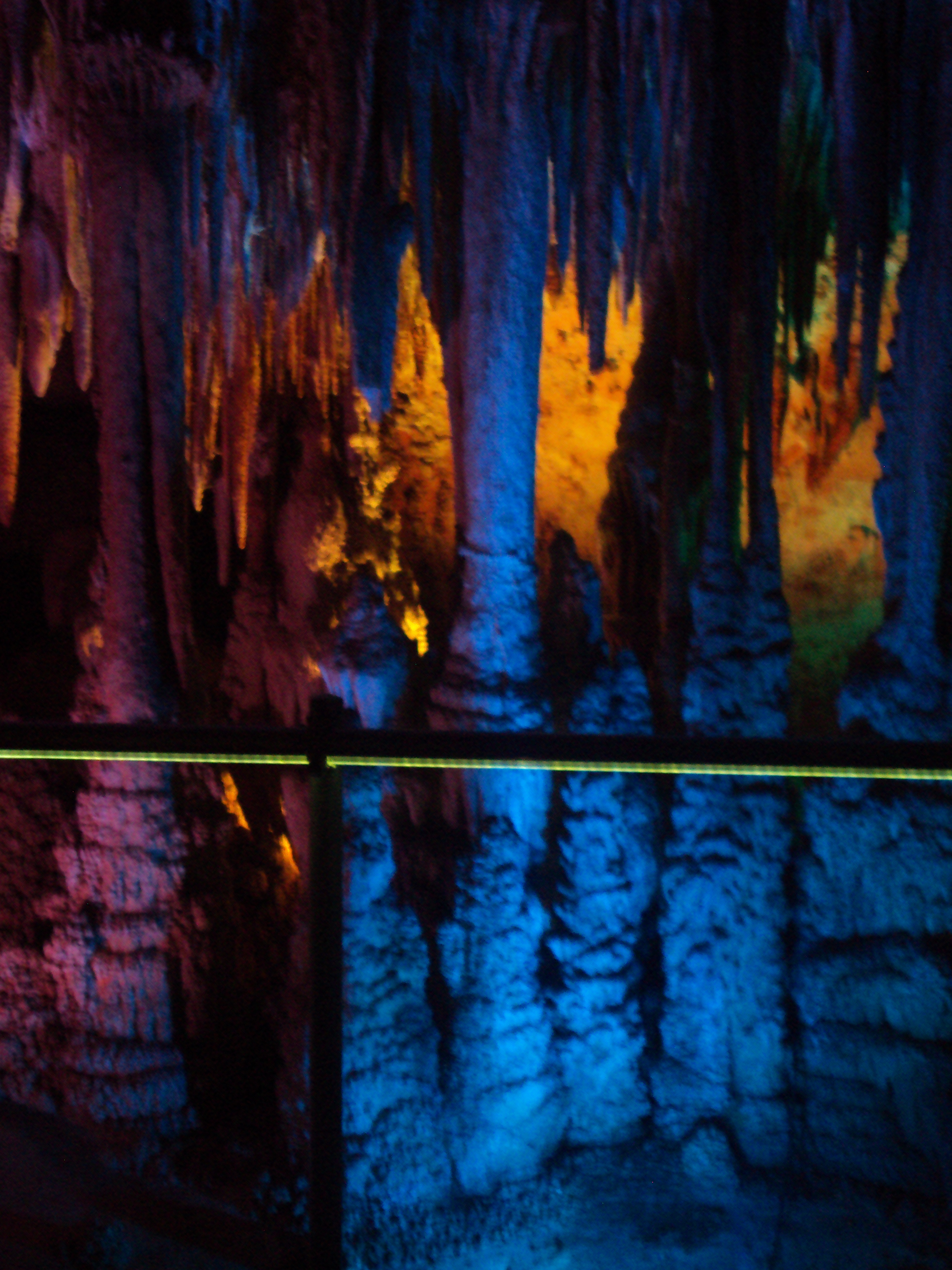
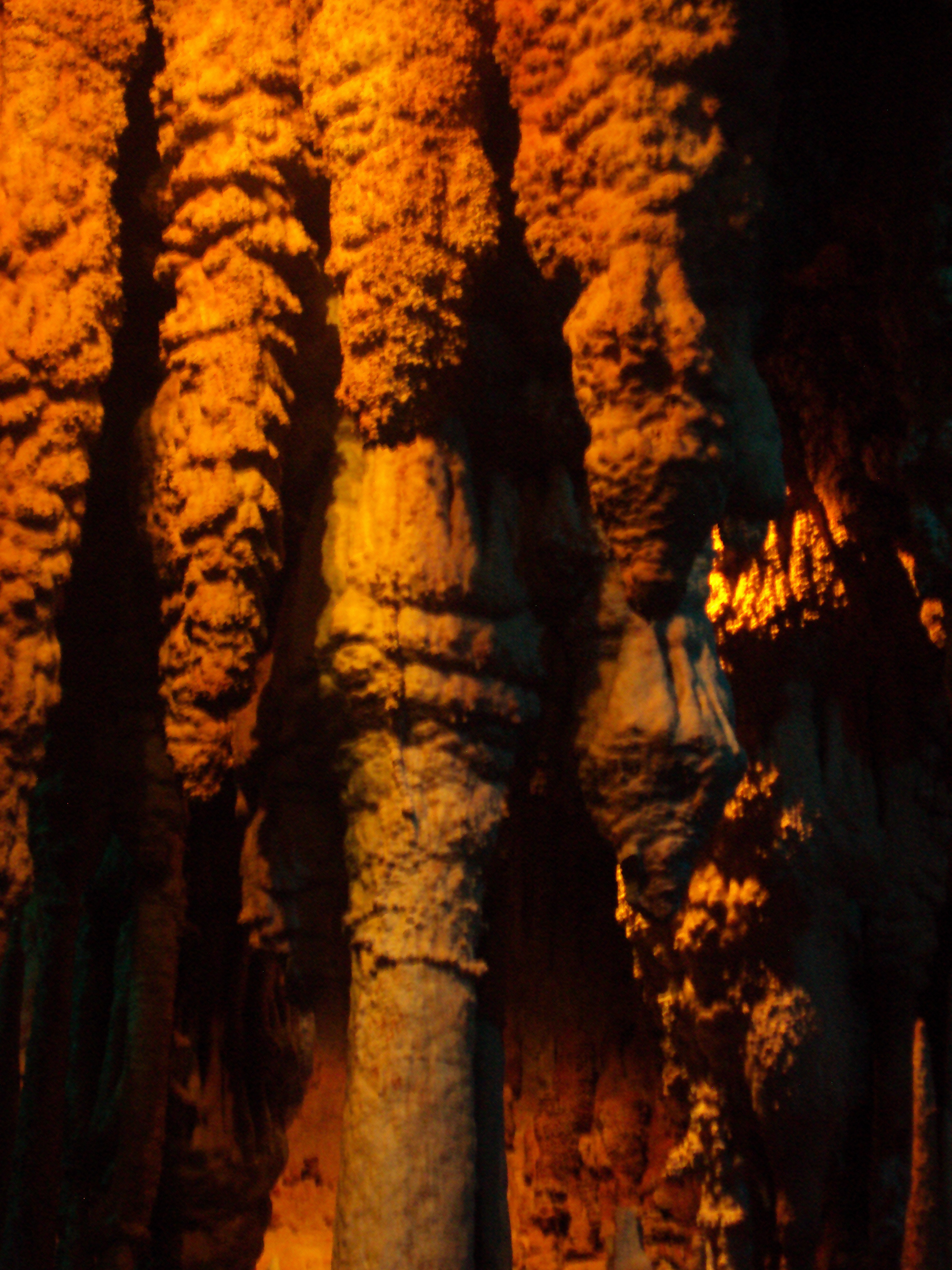
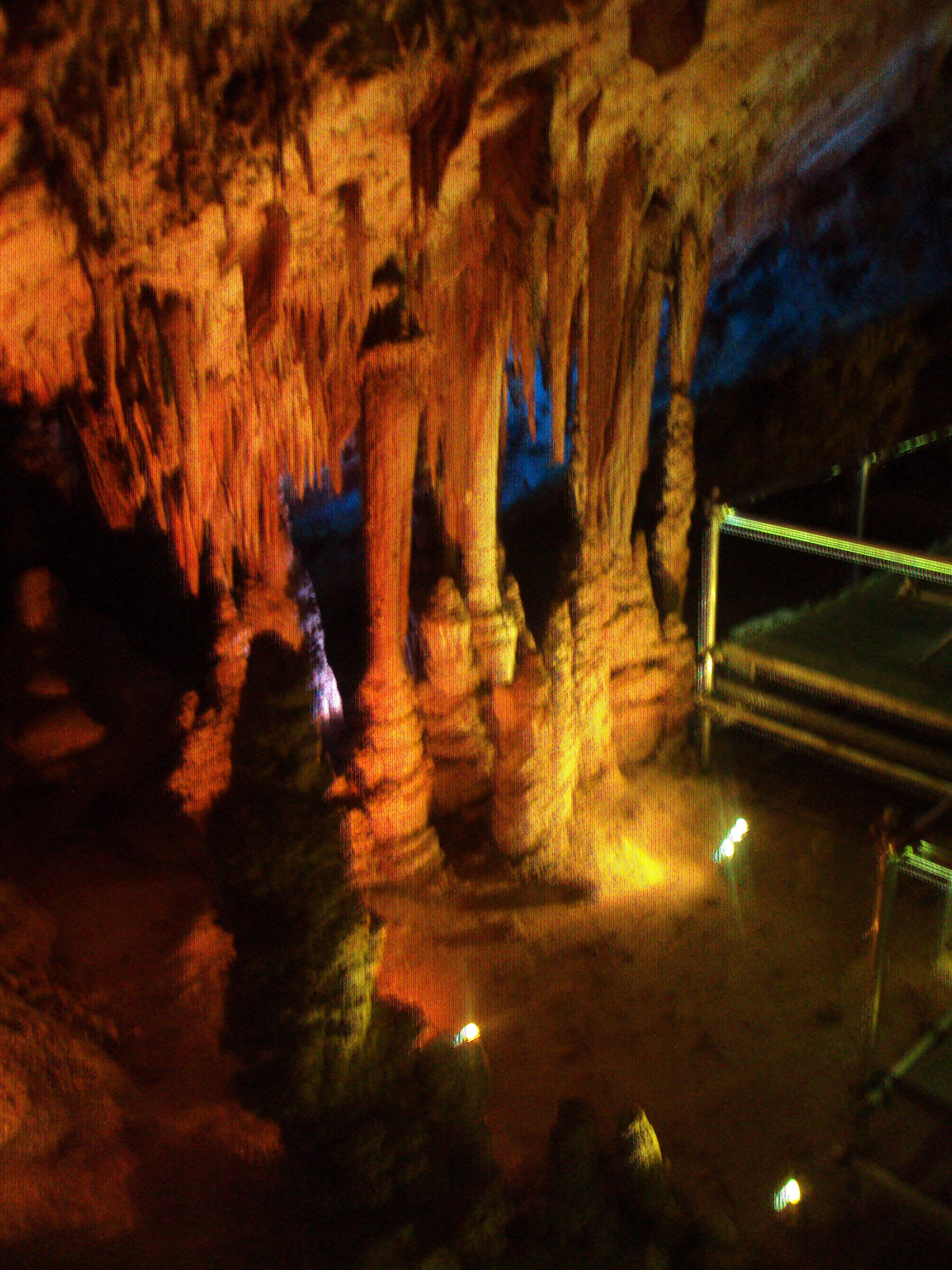
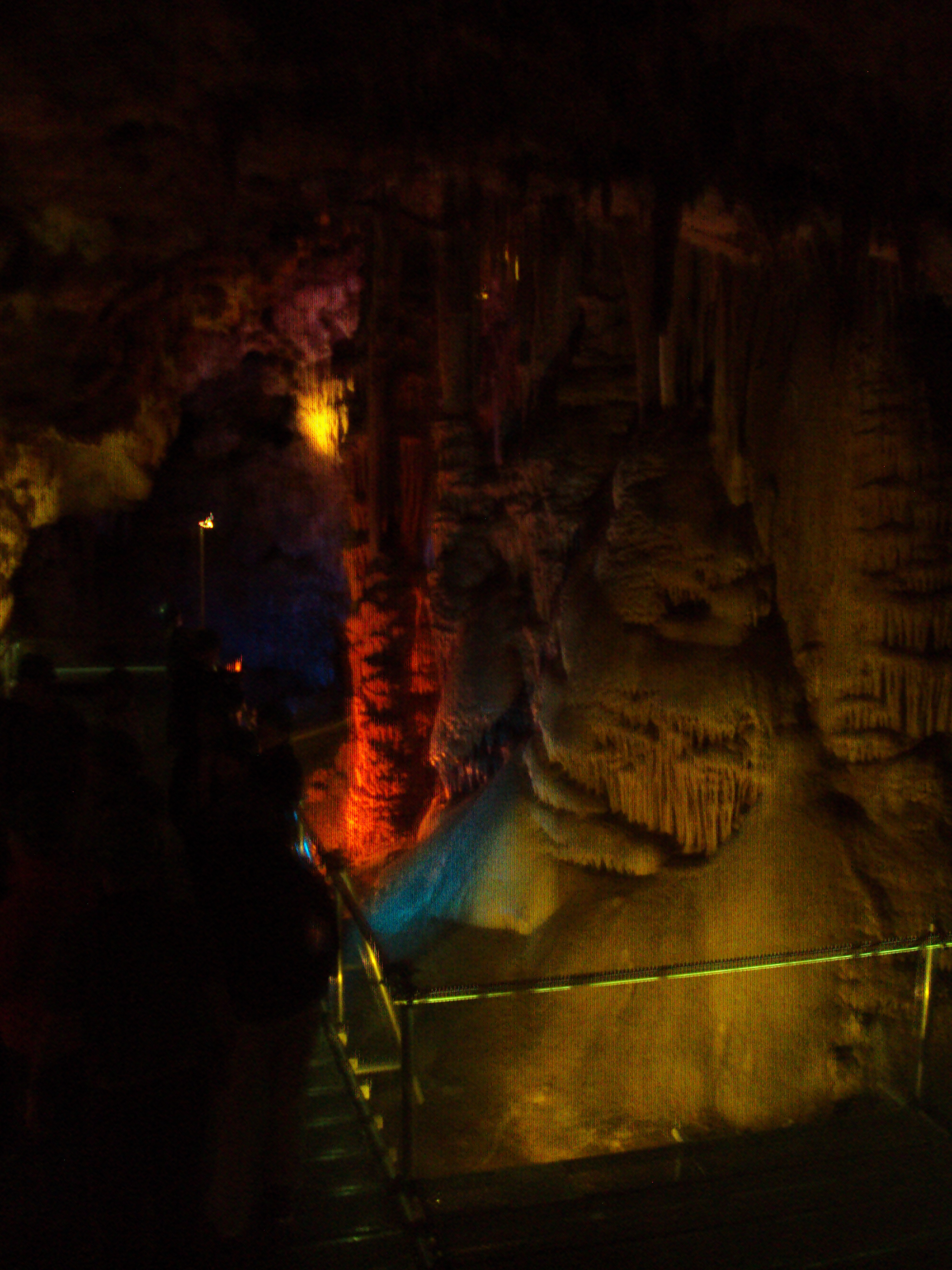

## Зовнішні посилання
- Печера Венеца - фейсбук
- Печера Венеца - туристична інформація
- Фотографії з печери Венеца [Архівовано 10 жовтня 2017 у Wayback Machine.]